# Greatham, West Sussex
Greatham är en by i civil parish Parham, i distriktet Horsham, i grevskapet West Sussex i England. Byn är belägen 17 km från Worthing. Greatham var en civil parish fram till 1933 när blev den en del av Parham. Civil parish hade 55 invånare år 1931. Byn nämndes i Domedagsboken (Domesday Book) år 1086, och kallades då Gretham.